# Sztratósz Szvarnasz
Sztratósz Szvarnasz (Athén, 1997. november 11. –) görög válogatott labdarúgó, a lengyel Raków Częstochowa hátvédje kölcsönben az AÉK Athén csapatától.

## Pályafutása

### Klubcsapatokban
Szvarnasz a görög fővárosban, Athénban született. Az ifjúsági pályafutását a Triglia Rafinas akadémiájánál kezdte.
2013-ban mutatkozott be a Triglia Rafinas felnőtt keretében. 2014-ben az első osztályban szereplő AÉK Athén szerződtette. 2016-ban a Xánthi csapatához igazolt. 2018-ban visszatért az AÉK Athénhoz. Először a 2019. március 2-ai, Árisz ellen 2–0-ra elvesztett mérkőzés félidejében, Michalis Bakakis cseréjeként lépett pályára. Első ligagólját 2020. július 8-án, az ÓFI Kréta ellen hazai pályán 2–0-ra megnyert találkozón szerezte meg. A 2022–23-as szezonban a lengyel első osztályban érdekelt Raków Częstochowa csapatát erősítette kölcsönben. A lehetőséggel élve, 2023 nyarán a Raków Częstochowa szerződött.

### A válogatottban
Szvarnasz az U17-es, az U18-as, az U19-es és az U21-es korosztályú válogatottakban is képviselte Görögországot.
2020-ban debütált a felnőtt válogatottban. Először a 2020. szeptember 3-ai, Szlovénia ellen 0–0-ás döntetlennel zárult Nemzetek Ligája mérkőzésen lépett pályára.

## Statisztikák
2023. május 2. szerint
| Klub                           | Szezon   | Osztály             | Bajnokság | Bajnokság | Kupa és Ligakupa | Kupa és Ligakupa | Nemzetközi | Nemzetközi | Összesen | Összesen |
| Klub                           | Szezon   | Osztály             | Meccs     | Gól       | Meccs            | Gól              | Meccs      | Gól        | Meccs    | Gól      |
| ------------------------------ | -------- | ------------------- | --------- | --------- | ---------------- | ---------------- | ---------- | ---------- | -------- | -------- |
| AÉK Athén                      | 2014–15  | Super League Greece | 3         | 0         | 0                | 0                | —          | —          | 3        | 0        |
| AÉK Athén                      | 2015–16  | Super League Greece | 0         | 0         | 1                | 0                | —          | —          | 1        | 0        |
| AÉK Athén                      | Összesen | Összesen            | 3         | 0         | 1                | 0                | 0          | 0          | 4        | 0        |
| Xánthi                         | 2016–17  | Super League Greece | 2         | 0         | 0                | 0                | —          | —          | 2        | 0        |
| Xánthi                         | 2017–18  | Super League Greece | 18        | 0         | 2                | 0                | —          | —          | 20       | 0        |
| Xánthi                         | Összesen | Összesen            | 20        | 0         | 2                | 0                | 0          | 0          | 22       | 0        |
| AÉK Athén                      | 2018–19  | Super League Greece | 5         | 0         | 3                | 0                | —          | —          | 8        | 0        |
| AÉK Athén                      | 2019–20  | Super League Greece | 21        | 1         | 7                | 1                | 3          | 0          | 31       | 2        |
| AÉK Athén                      | 2020–21  | Super League Greece | 30        | 0         | 4                | 0                | 7          | 0          | 41       | 0        |
| AÉK Athén                      | 2021–22  | Super League Greece | 9         | 0         | 3                | 1                | 2          | 0          | 14       | 1        |
| AÉK Athén                      | Összesen | Összesen            | 65        | 1         | 17               | 2                | 12         | 0          | 94       | 3        |
| Raków Częstochowa (kölcsönben) | 2022–23  | Ekstraklasa         | 25        | 3         | 5                | 0                | 5          | 0          | 35       | 3        |
| Összesen                       | Összesen | Összesen            | 113       | 4         | 25               | 2                | 17         | 0          | 155      | 6        |

### A válogatottban
| Válogatott  | Év       | Pályára lépés | Gól |
| ----------- | -------- | ------------- | --- |
| Görögország | 2020     | 5             | 0   |
| Görögország | 2021     | 1             | 0   |
| Összesen    | Összesen | 6             | 0   |

## Sikerei, díjai
AÉK Athén
- Super League Greece
  - Bajnok (1): 2014–15

- Görög Kupa
  - Győztes (1): 2015–16
  - Döntős (2): 2018–19, 2019–20

Raków Częstochowa
- Ekstraklasa
  - Bajnok (1): 2022–23

- Lengyel Kupa
  - Döntős (1): 2022–23

- Lengyel Szuperkupa
  - Győztes (1): 2022